# ラグビードイツ代表
ラグビードイツ代表（ドイツ語: Die deutsche Rugby-Union-Nationalmannschaft）は、ドイツラグビー連合によるラグビーユニオンのナショナルチームである。愛称はドイツの国章にも象られている黒い鷲という意味の「シュヴァルツェ・アドラー (ドイツ語: Schwarze Adler)」。

## 歴史
近代オリンピック・パリオリンピックラグビー競技では銀メダルを獲得。
その後2018年、2019年W杯欧州最終予選では2位に入りプレーオフでサモア代表に敗れて2019年W杯最終予選行きが決まる。なお最終予選では2位に終わり2019年W杯出場はならなかった。

## ワールドカップの成績
- 1987年 - 不参加
- 1991年 - 予選敗退
- 1995年 - 予選敗退
- 1999年 - 予選敗退
- 2003年 - 予選敗退
- 2007年 - 予選敗退
- 2011年 - 予選敗退
- 2015年 - 予選敗退
- 2019年 - 予選敗退